# すごろクエスト++ -ダイスニクス-
『すごろクエスト++ -ダイスニクス-』（Sugoro Quest++ -DICENICS-、すごろクエストプラスプラス ダイスニクス）は、1994年12月9日に日本のテクノスジャパンから発売されたスーパーファミコン用ロールプレイングゲーム。
同社の『すごろクエストシリーズ』第2作目。宗教家や姫君などの個性的なキャラクターから選択した3人パーティで行動し、ダイスを振って止まったマス目に応じたイベントをクリアする事を目的としている。前作であるファミリーコンピュータ用ソフト『すごろクエスト ダイスの戦士たち』（1991年）の世界観を引き継ぎつつ、ゲームシステムを一新。4人で遊べる対戦パーティー・ボードゲームとなった。ストーリー上の連続性はないため、前作を知らなくてもプレイできる。パッケージには「対戦型のRPG」と記載されているが、パーティー・ゲーム（ボードゲーム）の趣に近い。
開発はテクノスジャパンが行い、プロデューサーは『熱血硬派くにおくん』（1986年）や『ダブルドラゴン』（1987年）にてデザイン関連を手掛けた白戸政男、音楽は『くにおくんシリーズ』の多くの作品を手掛けた澤和雄が担当している。キャラクターイラストは前作と同じくsciroccoが担当、画風は前作や『くにおくんシリーズ』と比較して、幾分シリアスな印象になっている。

## ゲーム内容

### システム
パッケージ（箱）裏面では、RPGの要素があり、4人が同時に操作でき、ダイスを使うボードゲームであり、舞台はすごろくのようなマップをしているといった点を用いた紹介がされている。
ゲームはラウンドと呼ばれる概念を何回も繰り返し行うことで進行する。4人用であり1ラウンドでは脱落者を除く全プレイヤーが行動を入力する。そのうち一人はダイスを振ることができ、すごろくのようなマップの上を移動する。サイコロを振っていない他の3人も魔法を使ったりトラップを設置したりといった何らかの行動でゲームに参加している。また、サイドビューに変わっての戦闘シーンもあり、戦闘の当事者でないプレイヤーたちもバックグラウンド（外野）という制約上のもと戦闘に参加できる。
プレイ人数
1人～4人。人間が足りない分はコンピューターが担当し、必ず4プレイヤー集まってのプレイとなる。
パーティー
プレイヤーは6人のパーティーリーダー（いわゆるプレイヤー・キャラクター）の中から1人を選び、20匹のダイスマン（一緒に戦闘するお供）の内から2匹を選んで「1人と2匹」（いわゆるRPGに見られるパーティー）を組む。
キャラクターのセーブ
1つのゲームソフト・カートリッジの中に1キャラクターにつき4つのセーブ・データを保存できるので、持ちキャラを作ることが可能。
ゲームの目的
冒険で得られるスコアを4人の中で1番多く稼ぐことが目的である。1ゲーム終了時に1位～4位が発表される。
すごろくのようなマップ
キャラクターはすごろく状のマップの上に配置され、ダイスを振って行きたい方に向かって自由に移動する。
戦闘
ダイスを振って剣や魔法をふるうサイドビューの戦闘も行われる。
主なプレイ内容
最終総合スコアで1位になるよう目指して、おのおの自由に行動する。最終総合スコアは、冒険中に稼いだスコアの他に、冒険後に持っているアイテム、お宝、魔法、装備、トークン（お金）、能力のダイス、また死んだ回数などから評価され、計算される。基本的に「クエスト」と呼ばれる冒険が用意されているので、そのクエストのクリアーを目指す。
- 最初は各プレイヤー、すごろく状のマップに配置される。
- 次に クエスト（課題。目的地が示される）をくれる依頼者のいるマスへ向かう。
- 受けたクエストの目的地に辿り着き、課題を解決できればおたからを入手できる。
- おたからを依頼者の元に返す。これにより報酬をもらえる。
- 次の依頼者のいるマスへ向かう。
- また、クエストをすることは別に必須ではない。

### 特徴
コマンドパレットにまとめられた表示と入力操作
画面の四隅に、コマンドパレットと呼ばれるスーパーファミコンのコントローラーを模した入力メニューが4つ表示され、4人同時にキャラクターを操作することが可能である。コマンドパレットにはキャラクターの特徴を備えた装飾が施されているので、一目でどのコマンドパレットがどのプレイヤーのものか分かる。1人はダイスを振ることのできるフォアグラウンド、残りの3人は行動をいくつか制限されたバックグラウンドのコマンドパレットを使う。
基本的に、フォアグラウンド・コマンドパレットではダイスを振ってすごろくのようなマップの上を移動したり、商人ドラゴンを呼んでアイテムを購入したり、ファイヤーなどの魔法を他プレイヤーに向かって投げつけることができる。また、特殊能力を使える。バックグラウンド・コマンドパレットではそれらのことはできないのでそれ以外の事をとる。アイテムを使ったトラップの設置やフォアグラウンド・コマンドパレットを回す順番を逆にする魔法を唱えたり、仮眠して反撃の準備をしながら回復したり、熟睡したりすることができる。魔法やアイテムの使用には制限が付いている。
すごろくボード
俯瞰したり、真上から見たり、回転したりする、すごろくの盤。これにより不幸フラッシュや死亡昇天、飛んで行くファイヤーなどの視覚的表現が豊富になっている。また、この回転ボードのおかげでキャラクターが立体的に立っているように見える。
MPは魔法別に0～9個
サンダーは4個、ヒールは7個、といったように魔法はあと何回使えるかといった使用回数制度になっているので計算に悩まない。魔法は恐らく全種類持つことができ、それぞれ9個まで持てる。

## 設定

### 舞台
サイランド
冒険者を厚遇する地。王がいる。城の近辺では民が登場する。ゲーム中のマップではスタート地点になる。城周辺にまとめられていると分かる区画では野生モンスターが出現しないことから、野生モンスターに対する治安は良好なようだ。区画から外に出ると野生モンスターがうろついている。どの当たりまでをサイランドと呼ぶのかははっきりしない。

### ダイス
選ぶべき未来がわかる方法として、人々やモンスターに女神が与えたもの。いわゆるサイコロ。キャラクターは自分の個性に合った個数のダイスを持つことができる。また、自分の個性が変われば持てるダイスの個数が変わることをプリッツが実証している。持てるダイスの個数だけ持っているとは限らず、6個持てる者でも2個しか持っていないことがある。
運の悪い者は運のダイスを最大で1個までしか持つことができないので運は1～6だが、運の良い者の中には運のダイスを最大で6個持てる者もおりその場合6～36の運が出る。また、いくら持てるダイスの最大個数が大きくても、あくまで持っているダイスを投げて出た目が、実際の力である。
他人のダイスを頂いて自分の物にしても構わないが、持てる個数を超える分のダイスは持てない。また、ダイスはよく人の手から動き渡るようで、冒険中にダイスを無くしたり、逆に手に入れることもある。

### マップ上のマス目
ハートマス
基本的に1位に近づくであろう良さそうなことが起こる。パーティーリーダーにより異なる内容がある。他プレイヤーに幸運が及ぶことも。ハートが描かれている。
どくろマス
基本的に4位に近づくであろう悪げなことが起こる。パーティーリーダーにより異なる内容がある。他プレイヤーを巻き込むこともある。どくろが描かれている。
ワープマス
入り口と出口があり、止まれば遠い距離を一気に縮める。
ダッシュマス
止まると、もう一回移動のダイスを振れる。上手く止まれば何度でも移動可能。見る角度により異なるが、取扱説明書では右上を向いた3つの「＞」が描かれたマスである。「走る」という意味ではなく「さらにもう一度移動」といったニュアンス。
何も描かれていないマス
止まると、トラップが設置されていないなら、何も起こらない。
村
クエストをくれる依頼人のいる家が描かれたマスの名称。一軒家であることを示す記述は無く、村と記されている。また、ここで出会う人のことを「村人」（むらびと）と書いている。
目的地
クエストを請け負ったあとに目指す場所の総称。「洞窟」（どうくつ）、「教会」（きょうかい）、「神殿」（しんでん）、「湖」（みずうみ）がある。また、「などがあります」と書かれており他に目的地の名称は示されていない。

### ラウンド
ゲームの最終総合成績による勝利を「大きな成果」としたとき、これとは別に「小さな成果」として毎ラウンド、戦いが繰り返される。
入力フェイズ
ラウンド開始時に4人同時に行われるコマンドパレットでのやりとり。このラウンドで何をするかを決定する。トラップの設置や、攻撃を予測しての防御の準備、フォアグラウンド・コマンドパレットを誰が次に使うかといったことをコントロールすることなど。
実行フェイズ開始時
入力した内容が実行される。すごろくのボード上で行われる、他プレイヤーに向けた攻撃の発射と、発射された攻撃を反射するカウンターを行う息をのむ観戦が起こったり、または単に商人を呼んでの買い物などいくつかの行動がある。
実行フェイズでのマップ上の移動
すごろく状のマップの上で行われる地理を活かしたすれ違い体当たり、回避などのやり合い。
戦闘
サイドビューの戦闘シーンに画面が変わって行われる「左側パーティー対右側パーティー及び、外野から参戦する残りのプレイヤー」による戦闘。ダイスを振っての剣による打撃ができるなど、直接対決。

## 登場人物

### プレイヤー・キャラクター
6人のパーティーリーダーの中から選ぶ。
プリッツ
性別不明の気まぐれ屋。出生も謎であり、すごろクエストの世界でもこの風貌は幼く見えるとのこと。特殊能力「人格チェンジ」「見えない壁」を使う。プリッツのプはプ（PU）であり、ブ（BU）ではない。
タンギー
ドラゴンである。より正確にはグリーンドラゴンの男である。特殊能力「ぶっとびフラッシュ」などを使う。
ウルリク
ウルリク教団の教祖。若いとのこと。特殊能力「神の指先」などを使う。
シンシア
元々はとある王家の姫君であったが、悪魔に魅入られたことによりまるで不幸がそのまま人間の姿になって現れたかのような存在となってしまった。今は放浪中の身である。薄幸（幸せが薄い）というニュアンスよりはもっとずばり「不幸の権化」（不幸そのもの）という言葉が用いられており、また「不幸使い」と紹介される。特殊能力「不幸フラッシュ」「ぬかるみ」を使う。
デヒテル
吸血鬼の血筋を引いている。また、大男である。力のダイスを6つ持てる。特殊能力「吸血」「投石」を使う。
ディアナ
小さな妖精の姿をしているが、天が遣わせた幸運の精霊である。特殊能力「ハッピーフラッシュ」などを使う。

### この世界のみなさん
既に説明したパーティーリーダーを除く、取扱説明書で登場するキャラクターも含めたすごろクエスト++に関わるキャラクター。
アルナワーズ
神話に登場する双子の女神の姉。
シャフルナーズ
神話に登場する双子の女神の妹。
おとうさま（名前不詳）
アルナワーズとシャフルナーズの会話から「おとうさま」が居ることが分かる。
サイランドの王様（名前不詳）
サイランドの王様。ゲームのスタート時、終了時にゲーム進行をしてくれる。取扱説明書ではプレイヤーに戦い方を紹介している。またマップ上のサイランド城に戻ればお話を聞くこともできる。
ローギー
商人のドラゴン。タンギーとは同じドラゴンであるが、見た感じ色が違う。
ツッチ
子供。
アリエル
女の人。
アリエルの兄（名前はない）
男の人。
攻撃的な魔法をたくさんくれる魔女おばば（名前はない）
すごろクエスト++の遊び方を暗示している人。
ウルリク教の信者たち（名前はない）
ヒラニプラの神を信仰している（？）ウルリク教の信者たち。ウルリクのために体を張る。
サイランドの民（名前はない）
暮らしぶりについて話すサイランドの民。

## 他機種版
| No. | タイトル                                                  | 発売日            | 対応機種                            | 開発元 | 発売元                 | メディア                                       | 型式 | 備考                         |
| --- | --------------------------------------------------------- | ----------------- | ----------------------------------- | ------ | ---------------------- | ---------------------------------------------- | ---- | ---------------------------- |
| 1   | テクノス ザ・ワールド くにおくん & アーケードコレクション | INT 2025年4月24日 | PlayStation 5 Nintendo Switch Steam | -      | アークシステムワークス | ダウンロード Switch専用ゲームカード UHD BD-ROM | -    | 海外でも日本版をそのまま配信 |

## スタッフ
- プロデューサー、イベント・フェイス・デザイン、モンスター・デザイン：白戸政男
- マップ・プログラミング：高橋満
- バトル・プログラミング：つちだひろえ
- セカンド・プログラミング：あべひでゆき、たけのうちたかひろ、ほそのたけし、こんどうとしゆき
- マップ・グラフィック：わひらてつや
- ユニット、エフェクト・グラフィック：丸田康司
- モンスター・グラフィック：まるやまただし、渡邊晴行
- ダイスマン・デザイン：坪谷衛
- グラフィック・アシスタント：大竹剛
- フォント・デザイン：渡邊晴行
- ロゴタイプ・デザイン：甲斐浩二
- 音楽：澤和雄 (DSP)

## 評価
ゲーム誌『ファミコン通信』の「クロスレビュー」では、5・6・6・5の合計22点（満40点）、『ファミリーコンピュータMagazine』の読者投票による「ゲーム通信簿」での評価は以下の通り、18.1点（満30点）となっている。
| 項目 | キャラクタ | 音楽 | お買得度 | 操作性 | 熱中度 | オリジナリティ | 総合 |
| 得点 | 3.2        | 2.8  | 2.8      | 2.9    | 3.4    | 3.0            | 18.1 |